# Ausztria turizmusa
Ez a szócikk Ausztria turizmusát tárgyalja, azon belül az ország turisztikai felosztását, a legfontosabb és legjellegzetesebb turisztikai látnivalókat, a természetjárás, üdülő- és gyógyturizmus fő jellemzőit, valamint a turistáknak nyújtott szolgáltatások, a szállás, étkezés és közlekedés adottságait.

## Turisztikai látnivalók

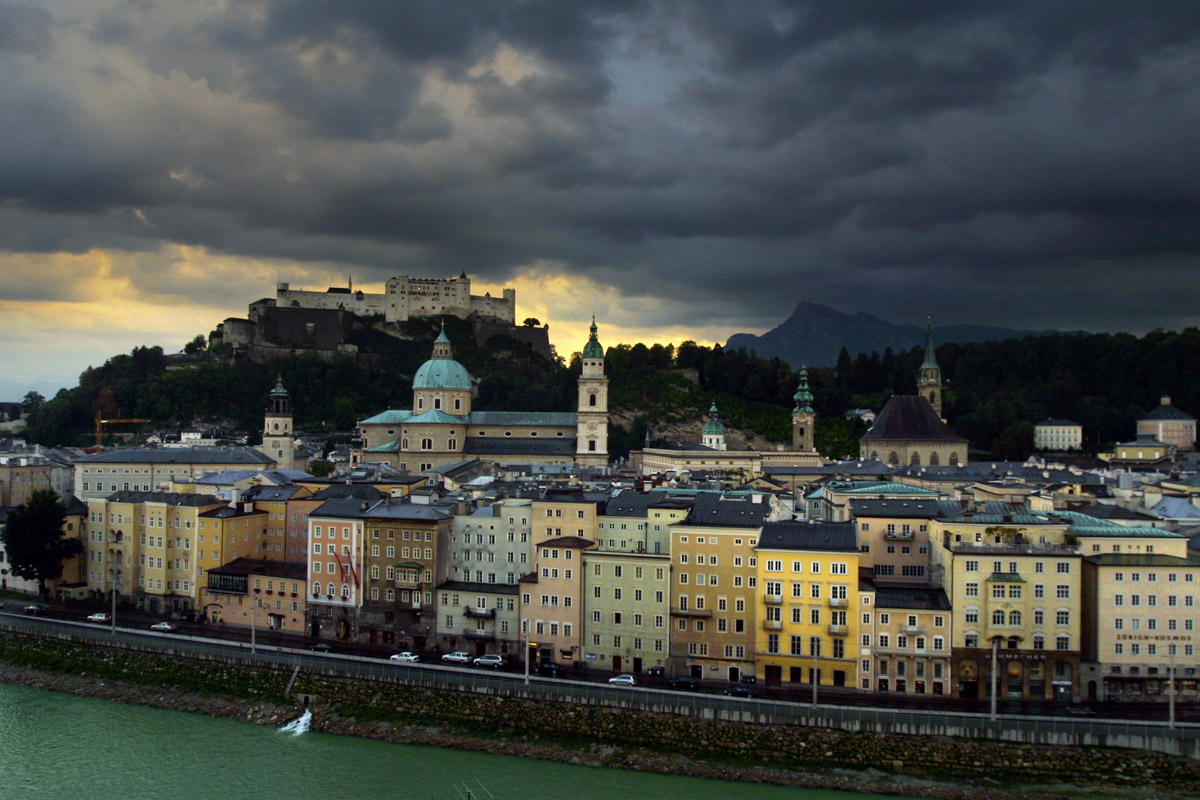
Salzburg óvárosa

### Világörökségi helyszínek
- Salzburg városának történelmi központja
- A schönbrunni kastély és parkja
- Salzkammergut hallstatt–dachsteini kultúrtája
- A semmeringi vasút
- Graz városának történelmi központja
- Wachaui kultúrtáj
- Bécs történelmi központja
- Fertő/Neusiedlersee kultúrtáj (Magyarországgal közösen)

### Régió szerint
Alsó-Ausztria

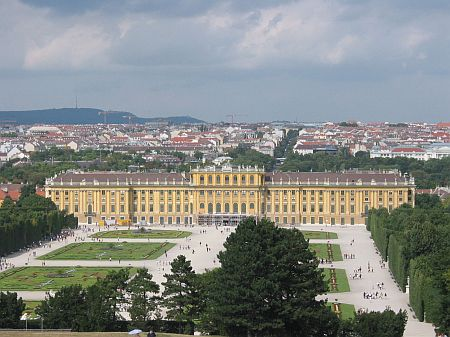
A Schönbrunni kastély Bécsben

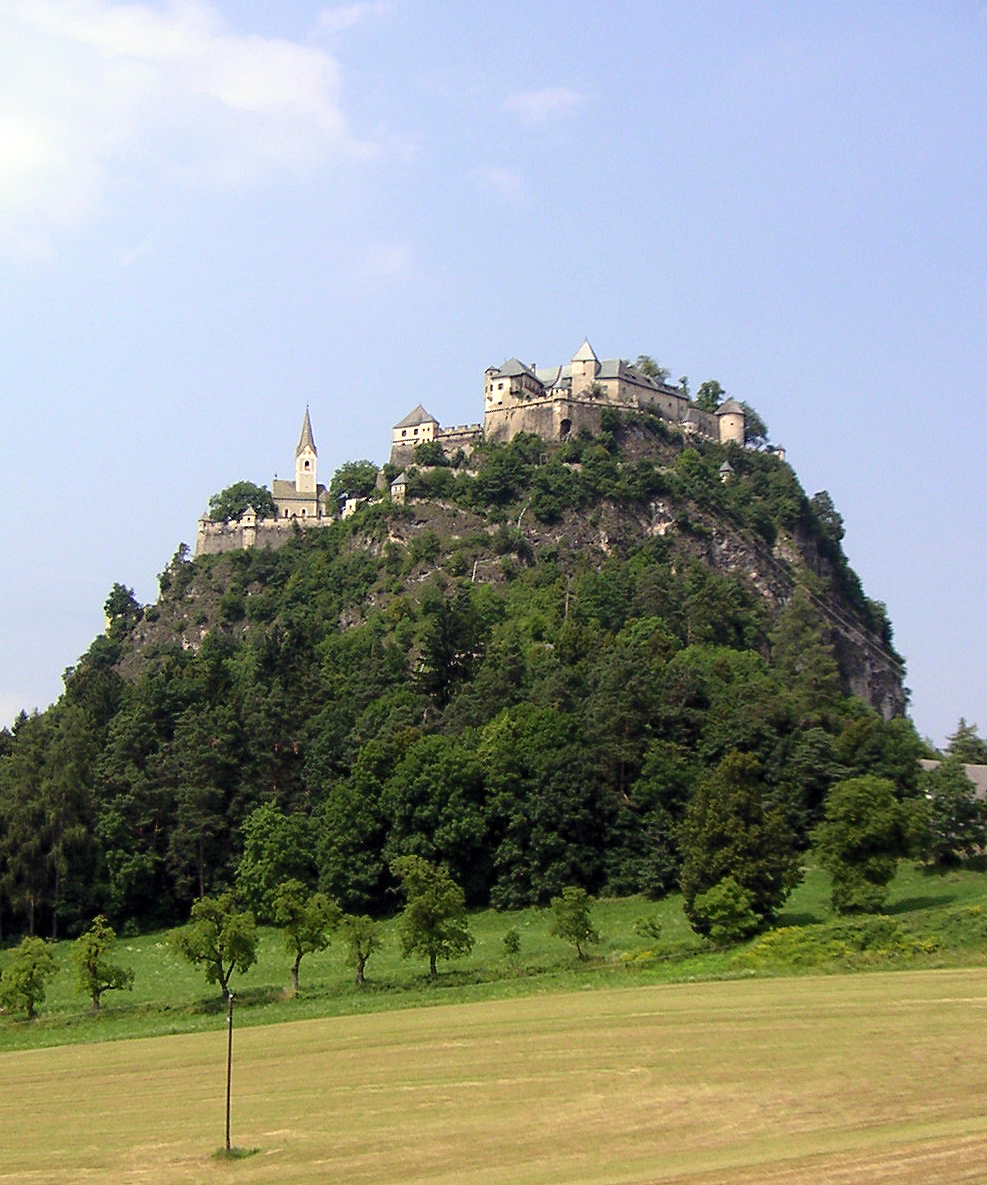
Hochosterwitz vára

- Bécs történelmi központja, a Szent István székesegyház és a Schönbrunni-kastély
- A Duna völgyének borvidékei, például Wachau, Dunkelsteinerwald

Felső-Ausztria
- Linz: Ars Electronica Fesztivál (az itt odaítélt Prix Ars Electronica a világ legrangosabb médiaművészeti díja.
- Salzkammergut

Salzburg tartomány
- Salzburg: Történelmi óváros Mozart szülőházával

Tirol
- Innsbruck az Alpokkal

Vorarlberg
- Konstanzi-tó

Karintia
- Wörthi-tó
- Hochosterwitz vára

Stájerország
Burgenland:
- Kismarton: Esterházy-kastély és Haydn-múzeum, római kori Mithras-szentély
- Fraknó, Borostyánkő, Németújvár, Léka, Városszalónak és Kabold várkastélya
- Lánzsér: Közép-Európa legnagyobb várromja
- Máriafalva gótikus temploma
- Ruszt történelmi óvárosa gólyafészkes házakkal
- Szentmargitbánya – római kori kőfejtő (a fertőrákosi másik oldala), szoborpark és mesepark (gyermekes családoknak egész napos program)

## Kulturális események
- július: 
  - Németújvári (Güssing) várjátékok és kulturális fesztivál, Burgenland
  - Kaboldi (Kobersdorf) várjátékok, Burgenland
- július-augusztus: 
  - Szentmargitbányai (St. Margarethen) kőfejtő, Burgenland: operafesztivál, ötévenként passiójátékok
  - Fertőmeggyes (Mörbisch): Fertőtavi operettfesztivál, Burgenland
  - Rétfalvi (Wiesen) Jazzfesztivál, Burgenland
- szeptember: 
  - Gyanafalvai (Jennersdorf) őszi fesztivál, Burgenland
- október:
  - Burgenlandi horvát búcsú, Szabadbáránd (Groswarasdorf)

## Fordítás
- Ez a szócikk részben vagy egészben  a   Tourismus in Österreich című német Wikipédia-szócikk fordításán alapul.  Az eredeti cikk szerkesztőit annak laptörténete sorolja fel. Ez a jelzés csupán a megfogalmazás eredetét és a szerzői jogokat jelzi, nem szolgál a cikkben szereplő információk forrásmegjelöléseként.